# عنصر شحيح
العنصر الشحيح أو العنصر الزهيد أو العنصر النزر أو العنصر الأثاريّ هي عناصر تدخل في تركيب الكائن الحي وتساعده على تأدية وظائفه الحيوية، تتواجد بشكل رئيس في أنسجة الجسم الطبيعية، كما أن تركيزها تقريباً ثابت من شخص لآخر، وأي نقص في أحد هذه العناصر يسبب خلل ما تتم معالجته بشكل رئيس عن طريق تناول هذا العنصر بالوجبات الغذائية، كما أن هذه العناصر تلعب دوراً في الكيمياء الحيوية للجسم، وتعد العناصر الزهيدة عناصر كيميائية أساسية للجسم، وهي زَهيدة بمعنى أنها موجودة في جسم الإنسان بنسبة أقل من 50 ميليغرام\كيلوغرام على عكس العناصر الكبرى.
تتمثل العناصر الزهيدة (والعناصر الزهيدة الفائقة) في جسم الإنسان في:
| العناصر الزهيدة | العناصر الزهيدة الفائقة      |
| --- | ---------------------------- |
| - الكروم (Cr) - الكوبلت (Co) - الحديد (Fe) - اليود (I) - النحاس (Cu) - المنغنيز (Mn) - الموليبدنوم (Mo) - السيلينيوم (Se) - الزنك (Zn) | - الفلور (F) - السليكون (Si) |

يحصل الإنسان على احتياجاته من العناصر الزهيدة من غذائه بصفة كاملة إذا ما حرص على تناول الخضروات والفاكهة المتنوعة الطازجة، وكذلك حرص على طبخ الخضروات الطازجة وعدم تكرار غليانها مرات ومرات، ذلك لأن الحرارة تغير من تركيبة المواد المفيدة وتفقدها مع تعدد الغليان فائدتها الغذائية.